# Lutte aux Jeux olympiques d'été de 1924

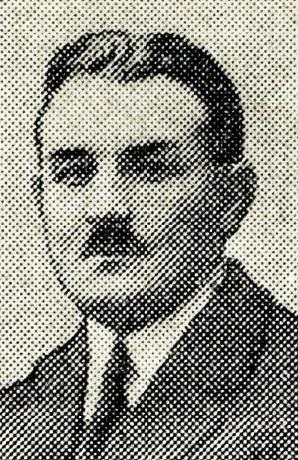
Albert Perroud, Président de la Fédération française de lutte, au milieu des années 1920.

Navigation
Anvers 1920 Amsterdam 1928

## Tableau des médailles pour la lutte
| Rang | Pays        | Médaille d'or | Médaille d'argent | Médaille de bronze | Total |
| ---- | ----------- | ------------- | ----------------- | ------------------ | ----- |
| 1    | Finlande    | 4             | 7                 | 5                  | 16    |
| 2    | États-Unis  | 4             | 1                 | 1                  | 6     |
| 3    | Suisse      | 2             | 1                 | 2                  | 5     |
| 4    | Suède       | 1             | 2                 | 1                  | 4     |
| 5    | Estonie     | 1             | 0                 | 1                  | 2     |
| 6    | France      | 1             | 0                 | 0                  | 1     |
| 7    | Hongrie     | 0             | 1                 | 1                  | 2     |
| 8    | Belgique    | 0             | 1                 | 0                  | 1     |
| 9    | Royaume-uni | 0             | 0                 | 1                  | 1     |
| 9    | Japon       | 0             | 0                 | 1                  | 1     |

## Lutte Gréco-Romaine

### Poids coq, -58 kg
| Médaille           | Nom            | Pays     |
| ------------------ | -------------- | -------- |
| Médaille d'or      | Eduard Pütsep  | Estonie  |
| Médaille d'argent  | Anselm Ahlfors | Finlande |
| Médaille de bronze | Väinö Ikonen   | Finlande |

### Poids plume 58 - 62 kg
| Médaille           | Nom                 | Pays     |
| ------------------ | ------------------- | -------- |
| Médaille d'or      | Kalle Anttila       | Finlande |
| Médaille d'argent  | Aleksanteri Toivola | Finlande |
| Médaille de bronze | Erik Malmberg       | Suède    |

### Poids légers, 62 - 67.5 kg
| Médaille           | Nom              | Pays     |
| ------------------ | ---------------- | -------- |
| Médaille d'or      | Oskari Friman    | Finlande |
| Médaille d'argent  | Lajos Keresztes  | Hongrie  |
| Médaille de bronze | Kalle Westerlund | Finlande |

### Poids moyens, 67.5 - 75 kg
| Médaille           | Nom               | Pays     |
| ------------------ | ----------------- | -------- |
| Médaille d'or      | Edvard Westerlund | Finlande |
| Médaille d'argent  | Arthur Lindfors   | Finlande |
| Médaille de bronze | Roman Steinberg   | Estonie  |

### Poids mi-lourds, 75 - 82.5 kg
| Médaille           | Nom             | Pays     |
| ------------------ | --------------- | -------- |
| Médaille d'or      | Carl Westergren | Suède    |
| Médaille d'argent  | Rudolf Svensson | Suède    |
| Médaille de bronze | Onni Pellinen   | Finlande |

### Poids lourds, +82.5 kg
| Médaille           | Nom             | Pays     |
| ------------------ | --------------- | -------- |
| Médaille d'or      | Henri Deglane   | France   |
| Médaille d'argent  | Edil Rosenqvist | Finlande |
| Médaille de bronze | Rajmund Badó    | Hongrie  |

## Lutte libre

### Poids coq, -56 kg
| Médaille           | Nom                | Pays       |
| ------------------ | ------------------ | ---------- |
| Médaille d'or      | Kustaa Pihlajamäki | Finlande   |
| Médaille d'argent  | Kaarlo Mäkinen     | Finlande   |
| Médaille de bronze | Bryan Hines        | États-Unis |

### Poids plume, 56 - 61 kg
| Médaille           | Nom              | Pays       |
| ------------------ | ---------------- | ---------- |
| Médaille d'or      | Robin Reed       | États-Unis |
| Médaille d'argent  | Chester Newton   | États-Unis |
| Médaille de bronze | Katsutoshi Naitō | Japon      |

### Poids légers, 61 - 66 kg
| Médaille           | Nom             | Pays       |
| ------------------ | --------------- | ---------- |
| Médaille d'or      | Russell Vis     | États-Unis |
| Médaille d'argent  | Volmar Wikström | Finlande   |
| Médaille de bronze | Arvo Haavisto   | Finlande   |

### Poids mi-moyens, 66 - 72 kg
| Médaille           | Nom           | Pays     |
| ------------------ | ------------- | -------- |
| Médaille d'or      | Hermann Gehri | Suisse   |
| Médaille d'argent  | Eino Leino    | Finlande |
| Médaille de bronze | Otto Müller   | Suisse   |

### Poids moyens, 72 - 79 kg
| Médaille           | Nom             | Pays     |
| ------------------ | --------------- | -------- |
| Médaille d'or      | Fritz Hagmann   | Suisse   |
| Médaille d'argent  | Pierre Ollivier | Belgique |
| Médaille de bronze | Vilho Pekkala   | Finlande |

### Poids mi-lourds, 79 - 87 kg
| Médaille           | Nom             | Pays       |
| ------------------ | --------------- | ---------- |
| Médaille d'or      | John Spellman   | États-Unis |
| Médaille d'argent  | Rudolf Svensson | Suède      |
| Médaille de bronze | Charles Courant | Suisse     |

### Poids lourds, +87 kg
| Médaille           | Nom             | Pays        |
| ------------------ | --------------- | ----------- |
| Médaille d'or      | Harry Steel     | États-Unis  |
| Médaille d'argent  | Henri Wernli    | Suisse      |
| Médaille de bronze | Archie McDonald | Royaume-Uni |